# Fusell de l'assassinat de John F. Kennedy
Per a la història i les especificacions tècniques d'aquesta arma vegeu Carcano; vegeu igualment Atemptat contra John F. Kennedy per a un article que parli més generalment de l'assassinat del president John Fitzgerald Kennedy 
El març de 1963, Lee Harvey Oswald, sota el pseudònim d'A. Hidell, utilitza el seu comitè Fair Play for Cuba per comprar un fusell Carcano per correspondència. Comprà igualment un revòlver pel mateix mètode. Es va admetre oficialment que aquesta arma fou utilitzada al dipòsit de llibres escolars en el moment de l'assassinat del president John Fitzgerald Kennedy.
Després de l'anàlisi minuciosa de les empremtes dactilars sobre el fusell i d'altres informes d'experts, el veritable nom del propietari conduí finalment a Oswald.

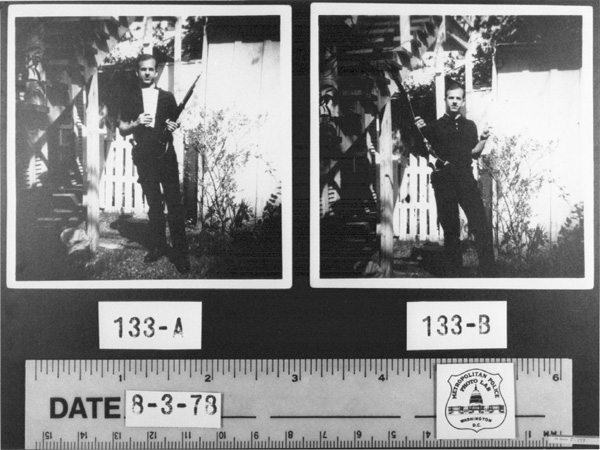
Oswald amb el fusell, el revòlver i dos diaris, a Dallas, el 1963

## La compra del Mannlicher-Carcano

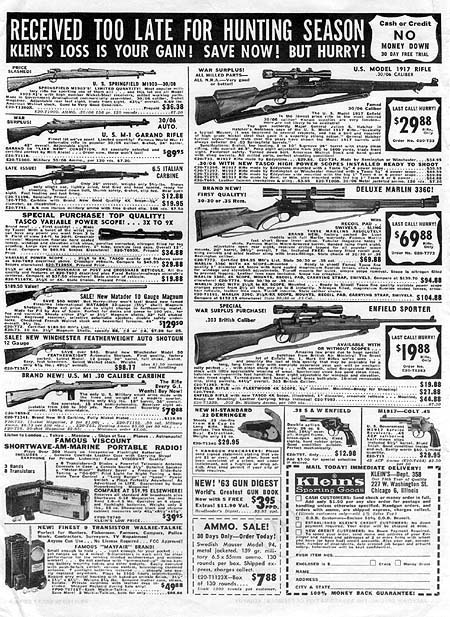
Anunci de la revista a través del qual el fusell (columna esquerra, tercer des de dalt) fou comprat

El 9 d'octubre de 1962, Oswald llogà l'apartat de correus 2915 a Dallas. Els tres noms autoritzats a recollir el correu d'aquesta adreça eren el d'Oswald, el de la seva dona Marina, i el d'un tercer, "Alex J.Hidell", un pseudònim inventat per Oswald i que utilitzarà tot seguit a Nova Orleans en la seva organització d'un sol membre per a la defensa de Cuba. El 28 de gener de 1963 encomanà igualment un revòlver Smith & Wesson 38 Special, utilitzant el mateix apartat de correus.

## La troballa de l'arma
En els minuts que seguiren a l'assassinat del president Kennedy, la policia de Dallas fou enviada al cinquè pis (6è pis als Estats Units, donat que la planta carrer es considera com el primer pis) del Dipòsit de llibres escolars per un testimoni ocular, Howard Brennan, que havia vist un home efectuar el tret fatal amb un fusell des de la finestra que tocava a la cantonada de l'edifici. Igualment, tres empleats negres que assistien al pas de la comitiva des d'una finestra del cinquè pis, van dir que havien sentit trets disparats des de la finestra del pis de baix. El fusell fou trobat pel xèrif adjunt Weitzman i l'oficial Boone emmig de cartons al sisè pis.
D'entrada pensaren que es tractava d'un Mauser més aviat que d'un Carcano (més endavant, la Comissió Warren establirà que es tractava d'un error de llur part). El capità Fritz de la policia de Dallas - que arribà poc després al lloc dels fets - admeté tot seguit que no coneixia pas, certament, les diferències entre un Carcano i un Mauser en el moment dels fets. En realitat, les dues armes tenen una aparença similar, donat que el mecanisme del Carcano està basat, des d'un punt de vista històric, en el del Mauser.
Els dos oficials que varen trobar el fusell - a continuació del capità Fritz - l'agafaren per la corretja, però no el tocaren fins a l'arribada del tinent Carl Day de la secció d'investigació criminal de l'oficina d'identificació. El tinent Day l'agafà a continuació per la culata, «perquè li semblava massa rugosa perquè hi poguessin haver empremtes» inspeccionà el fusell amb una lupa que tenia a l'altra mà Verificà que la recambra mòbil no presentava empremtes abans d'extreure una bala.
Day envià tot seguit el fusell al laboratori criminal per fer-li fotos i procedir a un examen més complet. Trobà una empremta de palmell sobre una part del fusell, que no podia haver-se imprès fins que el fusell hagués estat totalment muntat. Una empremta de palmell no hauria pogut, en efecte, posar-se en aquella posició fins que ella no hagués estat muntat a causa de l'empunyadura de fusta que recobreix el canó. De tota manera no acabà les seves investigacions perquè li varen demanar que remeté l'arma a l'agent Vince Drain de l'FBI, on les anàlisis havien de continuar. Ell continuà, malgrat tot, les seves investigacions a continuació i conclogué que es tractava, efectivament, de les empremtes d'Oswald, perquè concordaven amb les que conservava en els seus dossiers.
El cap de la policia Jesse Curry declarà que va rebre l'ordre d'enviar el fusell, així com totes les altres proves a l'FBI a Washington. Durant la nit que seguí a l'assassinat de Kennedy, el fusell fou transferit per l'agent Vince Drain de l'FBI de Dallas fins a Washington D.C., on ell el remeté a l'agent federal Robert Frazier. Aquest últim declarà a continuació que l'havia conservat en una oficina de l'FBI fins al 27 de novembre de 1963, data en la qual fou reexpedit a Dallas i remés a una persona de la comissaria de Dallas per raons que encara semble incertes. A continuació retornà al quarter general de l'FBI a Washington.
Sebastian Latona, director de la secció d'Empremtes Digitals de la Divisió d'Identificació de l'FBI declarà que l'empremta que fou trobada sobre el canó pertanyia a Oswald. Segons ell, les empremtes del palmell de la mà són úniques com les digitals i, per tant, igual de vàlides a efectes d'identificació. Aquesta afirmació ha estat corroborada per altres experts, si bé la identificació pel mètode del palmell de la mà no es considera tan exacta com la produïda a partir d'empremtes dactilars
Durant la seva declaració anterior a la de la Comissió Warren, el tinent Day identificà la prova número 139 com a l'arma descoberta pels oficials Weitzman i Boone la tarda de la mort.

## El fusell

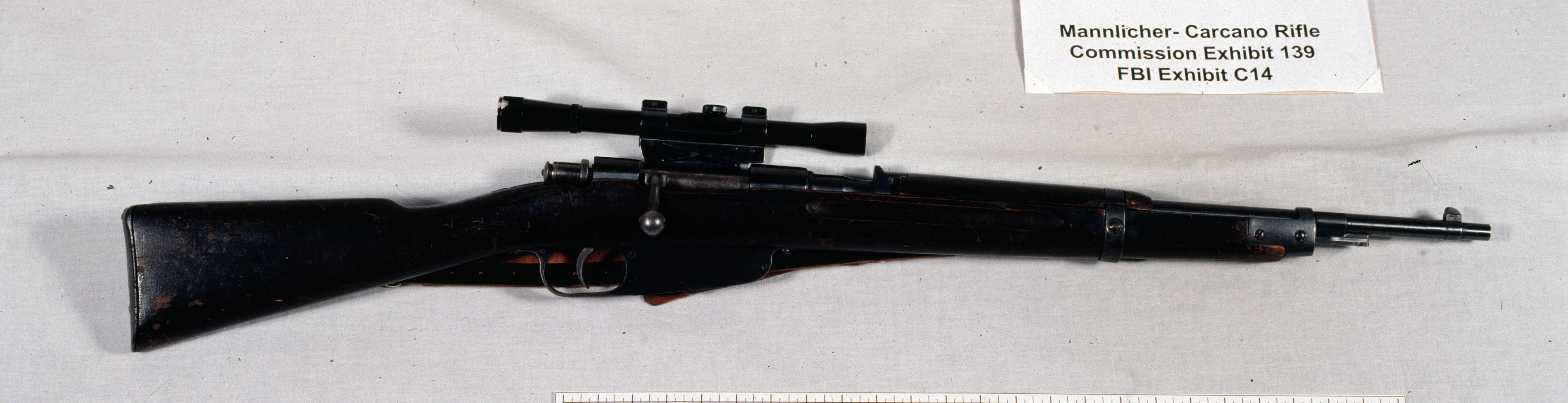
El fusell de Lee Harvey Oswald, un Mannlicher-Carcano model 1938

Aquest fusell portava la inscripció "Fabricat a Itàlia, "CAL.6.5", "1940", i el número de sèrie C2766 (informe de la Comissió Warren, pàg. 81). Joseph D. Nicol, cap de l'Oficina d'identificació i d'investigacions criminals d'Illinois, així com Robert A. Frazier, agent especial de l'FBI, en donaren testimoni a la Comissió Warren (informe de la Comissió Warren, pàg. 84). Una marca distintiva i aquestes dimensions permeteren identificar-lo com l'arma amb la qual Oswald surt fotografiat als seus famosos clixés al seu jardí.
Una bala de 6.5 mm, 160 g, amb la punta rodona completament revestida en coure, de tipus militar, generalment utilitzada en fusells militars del calibre 6.5 mm (com ara els Mannlicher-Carcano) fou trobada sobre una llitera a l'Hospital de Parkland. Aquesta bala (CE399, vegeu Teoria de la bala única) ha estat balísticament enllaçada al fusell que es va trobar al dipòsit de llibres escolars.
- Fusell (especifiacions tècniques)

Calibre: 6.5 x 52 mm, fet a Itàlia, model Mannlicher-Carcano M91/38, fusell de forrellat amb un carregador de sis bales.
Número de sèrie: C2766
Munició Western Cartridge Co.
Visor telescòpic Ordnance Optics 4 x 18 muntat al damunt.
Oswald conservava un fusell embolicat a dins d'una funda, amagat al garatge de la Casa dels Paine on Marina vivia en aquella època.
La Comissió Warren conclogué que Oswald havia introduït subreptíciament el fusell al dipòsit de llibres escolars el matí de l'assassinat en un paquet marró, del qual digué a un col·lega que es tractava de «barres de cortina», tot i que Oswald negà més tard que tingués aquest propòsit i afirmà que tan sols havia dit que es tractava del seu esmorzar (declarà igualment a partir de llavors que no posseïa cap fusell
L'FBI establí que el fusell havia estat distribuït per la societat Crescent Firearms Inc, que havia importat l'arma sota el número C2766 a la societat Klein's Sporting Goods Co., la qual, en el seu moment, l'havia expedit vers l'apartat de correus llogat per Oswald sota el pseudònim de "A.Hidell" a Dallas. La comanda anava unida a un full de comanda imprès a nom de A. Hidell, la qual cosa confirmava la identitat del comprador de l'arma.
L'escriptura manuscrita corresponia a la d'Oswald, comparada amb la que tenia al seu passaport i amb les cartes que havia escrit. El Servizio per le Informazioni e la Sicurezza Militare (servei secret italià) declarà que el fusell en qüestió, que duia el número de sèrie C2766, era únic en els seus arxius. Lee Harvey Oswald llogà l'apartat de correus al qual fou expedit el fusell.
El 1979, les anàlisis fotogràfiques efectuades per l'HSCA, permeteren establir que el fusell que es trobava als Arxius Nacionals era fotogràficament idèntic al descobert al dipòsit de llibres escolars. En aquella ocasió havia estat fotografiat per nombrosos periodistes, així com per la policia (aquestes anàlisis tenien en compte les diferents marques distintives d'identificació).
El fusell era igualment idèntic en les seves dimensions al que sortia a les fotos d'Oswald al seu jardí, i la identificació de l'arma amb aquella que posseïa Oswald és constatada per nombroses marques de danys identificats sobre la cartutxera de l'arma (que es pot veure igualment a la foto d'Oswald al seu jardí).

## La camisa
El dia en què Kennedy fou assassinat, Oswald portava una camisa de cotó blau fosc, gris-negre i groc taronja sobre una samarreta blanca.
Les fibres corresponents foren trobades a l'arma després d'una anàlisi aprofundida efectuada per experts.
A l'esquerda entre la culata i el mànec de fusta que cobreix el canó, un paquet compost de fibres de cotó blau fosc, gris-negre i groc-taronja també va ser trobat.
Després de les proves de colors i dissenys en el teixit de les fibres trobades a la pistola, Paul Stombaugh, un agent especial del FBI, del Laboratori de la Unitat de pèl i fibres, troba correspondència entre les fibres trobades a l'arma amb les fibres de la roba d'Oswald.

## L'abast del tret
Durant el seu servei militar en el cos de Marines, el desembre de 1956, Oswald va obtenir la menció «sharpshooter» («Tirador d'elit») en els exàmens de tir (aconseguí una puntuació de 48 i 49 sobre 50 trets en una sessió de tir ràpid sobre objectiu immòbil a 183 metres amb un model de fusell estàndard M1 Garand semiautomàtic). De tota manera, el maig de 1959, obtingué la menció «marksman» («Tirador d'elit» igualment, però amb un nivell inferior en l'armada nord-americana). Els experts militars, després d'haver estudiat les seves proves, qualificaren les seves competències en armes de foc com per damunt de la mitjana, la qual cosa constitueix, en comparació amb els homes civils de la mateixa edat, un excel·lent resultat.
La diferència principal entre un franctirador (en anglès sniper) i un tirador d'elit (en anglès marksman o sharpshooter) rau en el fet que els tiradors d'elit formen part d'unitats d'infanteria organitzades, mentre que els franctiradors treballen sols o amb altres franctiradors.
No obstant això, Nelson Delgado, un soldat que pertany a la mateixa unitat que Oswald tenia el costum de burlar-se d'aquests "èxits" en el tiroteig i va declarar que Oswald era sovint "Maggie's drawers" (una bandera vermella penjant a punta de pistola, que indica que la persona ha perdut totalment el seu objectiu durant la fase de classificació). També va informar que Oswald semblava indiferent al fet d'haver encertat un tret o no.
Els crítics de les conclusions oficials han argumentat que els franctiradors no eren capaços de duplicar la gesta d'Oswald suposadament en el seu primer intent de reconstrucció dels fets organitzat per la Comissió Warren (1964) i la  CBS (1967). Durant aquestes proves, els franctiradors va tractar de tocar un objectiu tres vegades en menys de 4,5 segons. Aquest període ha estat molt qüestionat. La Comissió Warren va trobar que l'interval entre els dos trets que van tocar el president Kennedy oscil·là entre 4,8-5,6 segons. Si el segon tret no va assolir el seu objectiu (admetent així que el primer i el tercer havien tocat el president), llavors aquest període 4,8-5,6 segons va ser la durada total dels trets. Si en canvi és el primer tir o el tercer els que havien errat l'objectiu, això podria donar un mínim de 7,1-7,9 segons per als tres trets. Una recent anàlisi de la pel·lícula Zapruder en la seva versió millorada, suggereix que van transcórrer 8.4 segons entre el primer i l'últim tret.
Molts dels onze tiradors voluntaris de la CBS, que (a diferència de Oswald) no tenien experiència prèvia amb un Mannlicher-Carcano ben ajustat, van ser capaços de donar en el blanc en menys de tres vegades el temps assignat. Això és qüestionat per Michael Griffith que diu: "A la prova de rifle de CBS, cap dels onze tiradors experts va tocar dos blancs durant de la primera prova, i set d'ells van fallar les seves proves. Això és particularment revelador, perquè la prova de CBS va ser la més realista fins ara feta. "

## Els tests de l'FBI
Els tests de precisió del Mannlicher-Carcano donaren els següents resultats:
1) Robert A. Frazier, expert en armes de foc de l'FBI, declarà que es tractava "d'una arma extremadament precisa. L'objectiu sobre el qual hem disparat ho demostra". A una distància de 14 metres, les tres bales utilitzades en el moment del test assoliren el seu blanc a aproximadament 2 1/2 polzades per alt, i 1 polzada a la dreta, en una àrea que té més o menys la mida d'una moneda de deu centaus A 91 metres, el test aconseguí 2½ a 5 polzades d'alt (130 mm), en un cercle del 3 a 5 polzades (130 mm). Frazier va declarar que la gran variació del visor afavoria el tirador. Amb un objectiu que s'allunyava del tirador, no hauria estat necessària cap correcció de distància per seguir l'objectiu.«En aquest abast, en aquesta distància, de 53 a 81 metres, amb aquest fusell i amb aquesta mira telescòpica, no hauria fet cap avanç - no hauria no fet cap correcció per dirigir fidelment el tret vers un objectiu d'aquesta mida»
2) L'ajustament del visor sobre el fusell no hauria pogut fer-se sense la instal·lació de dues falques (petites plaques de metall) que no estaven presents quan l'arma va arribar per fer els tests, i no es van trobar mai. Frazier va declarar que hi havia hagut diverses rascades i que el visor hauria pogut estar plegat o danyat. No fou capaç de determinar el moment en què el dany va tenir lloc abans que l'FBI rebés el fusell i el visor el 27 de novembre 1963.

## Els tests del Laboratori de Recerques Balístiques
En la tasca de testar el fusell en condicions similars a les de l'assassinat, la Branca d'Avaluació d'Armes d'Infanteria de l'Exèrcit dels Estats Units feu que diversos tiradors experts disparessin des d'una torre, amb l'arma de l'assassinat, a tres blancs en forma de silueta, situats a 175, 240 i 265 peus (81 metres) Usant el fusell de l'assassinat, muntat amb la mira telescòpica, tres tiradors d'elit, classificats com a mestre per l'Associació Nacional del Rifle, dispararen dues sèries de tres trets. En la primera sèrie, els tiradors requeriren un temps de 4.6, 6.75 i 8.25 segons respectivament. A la segona sèrie, requeriren 5.15, 6.45 i 7 segons. Els tiradors necessitaren més temps per al primer objectiu a 175 peus, i tots encertaren de ple. Pels primers quatre intents, els tiradors perderen el segon tret a 240 peus per diverses polzades. Cinc dels sis trets tocaren el tercer objectiu a 265 peus, la distància del president Kennedy des de la finestra del cinquè pis quan la bala li tocà el cap.